# 高見健一
高見 健一（たかみ けんいち、1952年8月20日 - 2022年4月1日）は、日本の言語学者。

## 人物
兵庫県生まれ。1977年愛媛大学教育学部中学校教員養成卒、1979年大阪教育大学大学院修士課程修了。1990年「前置詞残留-統語論的分析から機能論的分析へ」で、東京都立大学より文学博士の学位を取得。1982年静岡大学教養部講師、1985年助教授、1994年東京都立大学人文学部助教授、2004年教授、2005年学習院大学文学部英語英米文化学科教授。　
理論言語学の統語論、意味論分野、特に機能的構文論。英語および日本語の諸構文を機能的側面から分析。1981年三省堂英語教育賞、1992年市河三喜賞受賞。
2022年4月1日、肺炎のため逝去した。享年69歳。

## 著書
- 『機能的構文論による日英語比較 受身文、後置文の分析』くろしお出版 日英語対照研究シリーズ 1995
- 『機能的統語論』くろしお出版 日英語対照による英語学演習シリーズ 1997
- 『日英語の機能的構文分析』鳳書房 2001
- 『受身と使役 その意味規則を探る』開拓社 2011

### 共編著
- 『生成文法講義 原理・パラメター理論入門』北星堂書店 1993
- 『日英語の右方移動構文 その構造と機能』ひつじ書房 1995
- 『談話と情報構造』神尾昭雄共著 研究社出版 日英語比較選書 1998
- 『日英語対照による英語学概論』窪薗晴夫、影山太郎、三原健一、杉本孝司、西光義弘、西村秀夫、金水敏共著 くろしお出版 1999
- 『日英語の自動詞構文 生成文法分析の批判と機能的解析』久野暲共著 研究社 2002
- 『謎解きの英文法 冠詞と名詞』久野暲共著 くろしお出版 2004
- 『謎解きの英文法 文の意味』久野暲共著 くろしお出版 2005
- 『日本語機能的構文研究』久野暲共著 大修館書店 2006
- 『英語の構文とその意味 生成文法と機能的構文論』久野暲共著 開拓社 2007
- 『謎解きの英文法 否定』久野暲共著 くろしお出版 2007
- 『謎解きの英文法 単数か複数か』久野暲共著 くろしお出版 2009
- 『ことばの意味と使用 日英語のダイナミズム』澤田治美共編 鳳書房 2010
- 『謎解きの英文法 省略と倒置』久野暲共著 くろしお出版 2013
- 『謎解きの英文法 時の表現』久野暲共著 くろしお出版 2013
- 『日英対照　英語学の基礎』三原健一共編 くろしお出版 2014
- 『日本語構文の意味と機能を探る』久野暲共著 くろしお出版 2014
- 『謎解きの英文法 使役』久野暲共著 くろしお出版 2014
- 『謎解きの英文法 副詞と数量詞』久野暲共著 くろしお出版 2015
- 『謎解きの英文法 動詞』久野暲共著 くろしお出版 2017
- 『謎解きの英文法 形容詞』久野暲共著 くろしお出版 2018
- 『謎解きの英文法 助動詞』久野暲共著 くろしお出版 2022